# Paul Goby
 (juillet 2015).
Paul Louis Henri Goby, né à Grasse le 29 juin 1879 et mort le 19 août 1937 dans la même ville, est un géologue français. 

## Biographie
Son père, Charles Raymond Goby était négociant, sa mère Marie Joséphine Opoix, sans profession.
Il se maria à Mouans-Sartoux (Alpes-Maritimes) le 10 janvier 1923 avec Marie Émilie Camille Louise Eugénie Vidal.
Paul Goby se consacra à la géologie de sa région et à sa préhistoire. Il collabora à la carte géologique de France dont Adrien Guebhard lui avait confié le relevé de toute la région de Grasse. Souvent en collaboration avec  lui, il relève et étudie de très nombreux dolmens, tumulus, grottes et camps castellaras des Préalpes (Saint-Cézaire, Saint-Vallier, Cabris, etc.) et du Var. Il fouille notamment le camp du Bois du Rouret (Alpes-Maritimes) ou mene de nouvelles recherches en 1929 au dolmen de la Verrerie-Vieille à Tourrettes (Var).
Paul Goby fut Correspondant du Ministère de l’Éducation nationale et de l’École d’Anthropologie de Paris, directeur-adjoint de l’Institut des Fouilles de Provence et des Préalpes, ancien vice-président de la Société Archéologique de Provence et délégué de la Société Préhistorique de France pour les Alpes-Maritimes, secrétaire du Musée Fragonard de Grasse, Président du XIe Congrès de Rhodania, l'association des archéologues et numismates de la Vallée du Rhône, vice-président de la Société des naturalistes de Nice, lauréat de l’Académie de Marseille et de la Société d’archéologie française, membre de l’Académie du Var.
Au travers de ces nombreuses sociétés savantes auxquelles il appartenait, Paul Goby laissera de nombreuses publications souvent illustrées de nombreuses photographies dont il était l’auteur.

### Carte archéologique de la Gaule Romaine
- Blanchet (Adrien, dir.), Couissin (Paul), Donnadieu (Alphonse), Gerin-Ricard (Henry de), Goby (Paul)  collab., Forma Orbis Romani. Carte archéologique de la Gaule romaine, tome II : Carte (partie orientale) et texte complet du département du Var, Paris, 1932, XVI-76p.

### Académie du Var
- Le Visage de la Provence avant l'Histoire, discours de réception à l'Académie du Var, Toulon, Société nouvelle des impressions toulonnaises, 1936, 34 p.